# Milka

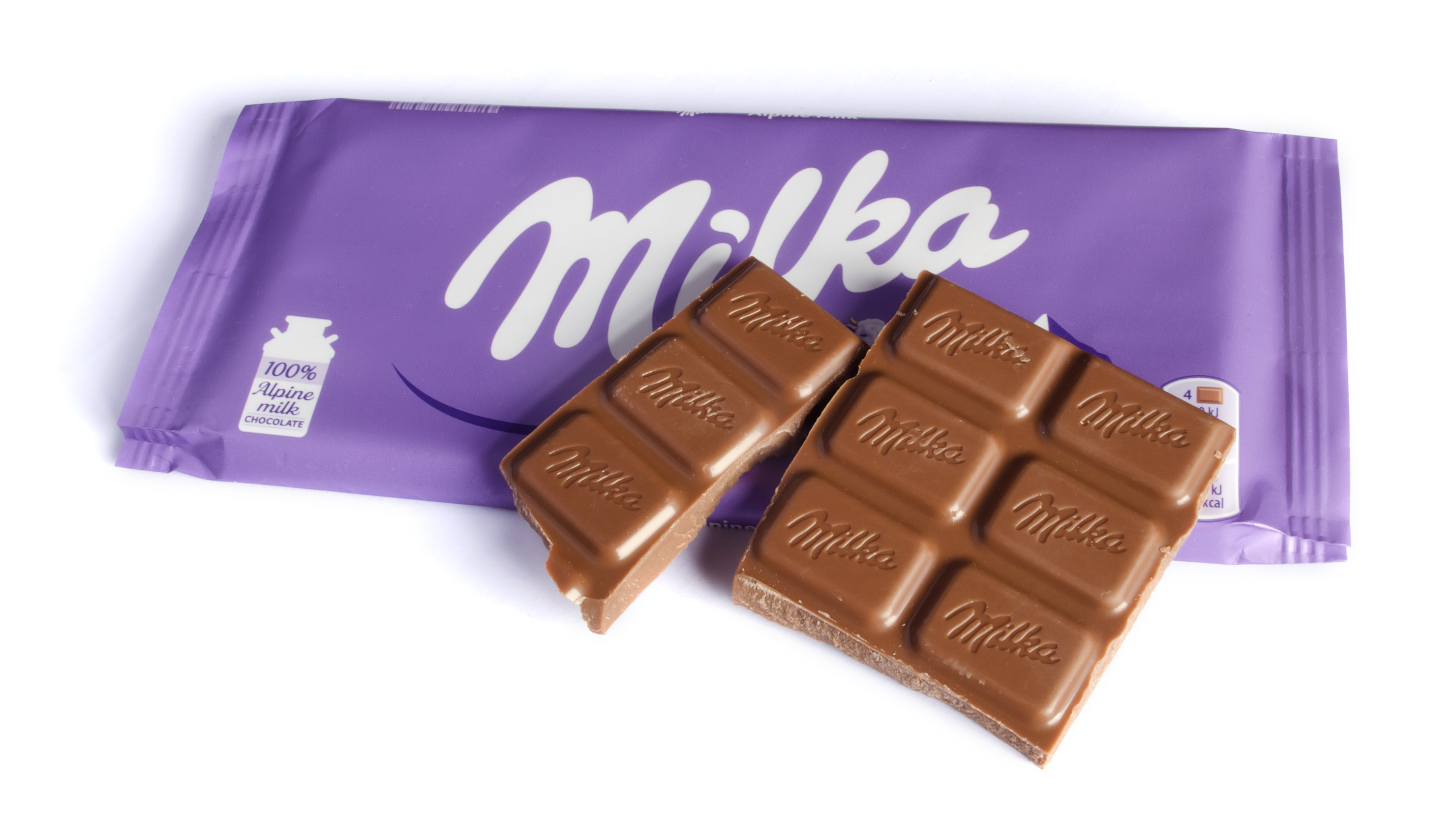
Milka Cioccolato al latte alpino.

Milka è un marchio di cioccolato svizzero appartenente alla multinazionale statunitense Mondelēz International.

## Storia
Il 17 novembre 1825, il pasticciere Philippe Suchard (1797-1884) apre un laboratorio dolciario a Neuchâtel, in Svizzera. Vi produceva un nuovo tipo di dolce al cioccolato fatto a mano, la cui ricetta è oggi sconosciuta. Nel 1826 Suchard comprò un ex mulino ad acqua nel vicino paese di Serrières e là vi installò un impianto per la produzione "automatizzata" di tavolette di cioccolato, che permetteva una produzione di circa 25-30 kg al giorno.
Dopo il 1890 iniziò la produzione di Suchard-Milchschokolade, cioè la cioccolata al latte Suchard. Nel 1901 venne registrato il marchio Milka, derivante dall'unione di Milch ("latte") e Kakao ("cacao"). Da allora le tavolette furono vendute in una confezione di colore lilla, con l'immagine di una mucca di razza Simmental in un prato alpino. Nel 1973 anche la mucca diventò lilla. Da quell'anno ogni prodotto della ditta ha la confezione lilla con la stessa immagine e la scritta Milka in bianco.
Proprio il colore lilla divenne il simbolo del marchio: secondo quanto riferisce la Kraft, nel 1995 il lilla Milka fu il primo colore-marchio legalmente protetto in Europa, come si legge nella rivista Die Welt dell'11 ottobre 2005. In una causa del 2004 contro la ditta di prodotti dolciari Hans Freitag, che aveva usato una confezione di colore lilla per un suo prodotto, il tribunale federale stabilì che il colore lilla potesse essere usato solo per i prodotti a base di cioccolata della Milka.
La sede di produzione principale della Milka è in Germania, dove ogni anno vengono prodotte tavolette di diverso tipo per circa 110 000 tonnellate. Altri stabilimenti si trovano a Bludenz (Austria), Strasburgo (Francia), Brașov (Romania) e Pszczyna (Polonia). In Germania, nella città di Lörrach, regione Baden-Württemberg vi è anche una strada chiamata "Milkastraße" (via Milka) vicino allo stabilimento. In una pubblicità televisiva del 1998 si vedeva una marmotta che confezionava il cioccolato della Milka e il celebre slogan che diceva "E poi c'era la marmotta che confezionava la cioccolata".

## La produzione
Il prodotto della Milka di maggior successo è dal 1901 il Milka Alpenmilch Schokolade. Vi sono molti altri tipi di tavolette e di prodotti a base di cioccolata, come Slurp, M-joy, Nussini, Tender e Lila Pause. Nei periodi di Pasqua e Natale Milka produce dolci di cioccolato di forme particolari (conigli, uova, babbi natale, vuoti e ripieni). Milka opera in co-branding con Langnese/Algida per il "Cremissimo" e anche con Oreo.